# Esther & Abi Ofarim

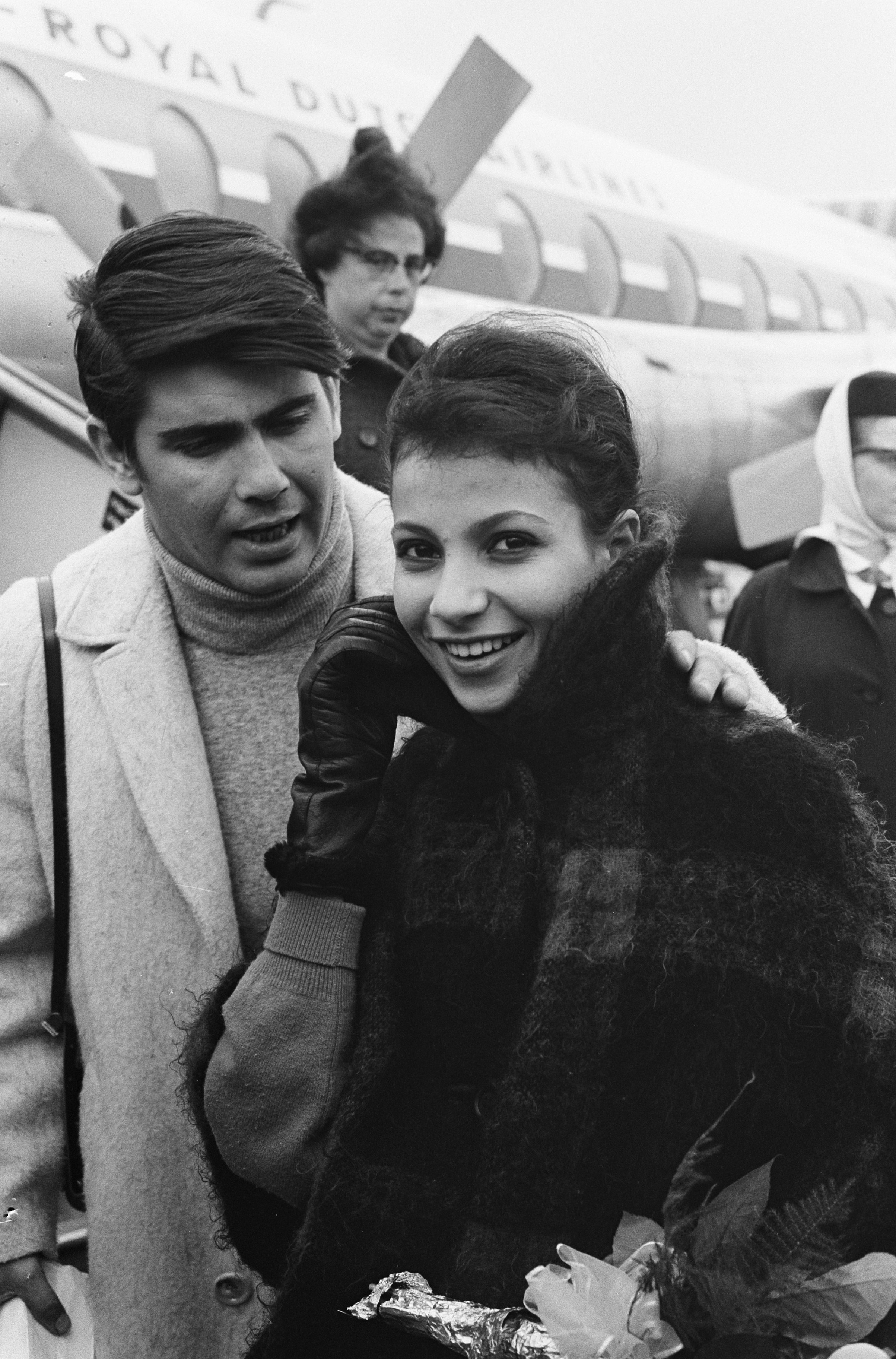
Esther & Abi Ofarim (1963).

Esther & Abi Ofarim var en israelisk sångduo under 1960-talet som bestod av det gifta paret Esther och Abi Ofarim. De slog igenom stort 1968 med låtarna "Cinderella Rockefella" och "One More Dance" som blev internationella hitsinglar. De var gifta, men skildes 1970.